# La maschera dell'amore
Pour les articles homonymes, voir La maschera (homonymie).
Pour plus de détails, voir Fiche technique et Distribution.
La maschera dell'amore est un film muet italien de 1916, réalisé par Ivo Illuminati.

## Fiche technique
- Titre : La maschera dell'amore
- Réalisation : Ivo Illuminati
- Société de production : Celio Film (it)
- Pays d'origine :  Royaume d'Italie
- Langue : italien
- Format : Noir et blanc – 1,33:1 – 35 mm – Muet
- Genre : Comédie
- Longueur de pellicule : 1 430 mètres
- Durée : 52 minutes
- Année : 1916

## Distribution
- Maria Jacobini
- Amleto Novelli
- Lamberto Picasso
- Lea Giunchi